# Rubén Muñoz
Rubén Muñoz, née le 16 novembre 1939 à Córdoba en Argentine, est un footballeur argentin ayant joué en France. Il évoluait au poste d'attaquant.

## Carrière
Il joue cinq saisons au Red Star pendant lesquelles il marque 23 buts en 112 matchs (98 matchs de championnat et 14 en coupes). Il rejoint ensuite le Racing Club de Strasbourg, où il joue 42 matchs et marque 8 buts. Il y reste une saison avant d'aller à l'AC Ajaccio, où il joue vingt-huit matchs et marque quatre buts.
Au total, il joue 80 matchs en Division 1 et 79 matchs en Division 2. Il dispute également deux matchs en Coupe d'Europe des vainqueurs de coupe, six matchs en Coupe Charles Drago et treize en Coupe de France.